# Rockanje en annexe polders
Het waterschap Rockanje en annexe polders was een waterschap in de gemeente Rockanje, in de Nederlandse provincie Zuid-Holland.
Het waterschap was in 1811 ontstaan als de (gedeeltelijke) rechtsopvolger van het Ambacht Rockanje en annexe polders.
Het waterschap was verantwoordelijk voor de waterhuishouding in de polders.